# Artabasdo
Artabasdo fue el chambelán y yerno del emperador bizantino León III el Isaurio, y se hizo brevemente con el poder en Constantinopla, poco después del ascenso al trono del hijo de León, Constantino V, en 741. Contó con el apoyo de la poderosa facción iconódula (partidarios de la veneración de las imágenes) en el clero y el pueblo. así como con los temas Opsiciano y Armeniaco.
Constantino, mientras tanto, se refugió en las montañas de Isauria, de donde procedía su dinastía, y con el apoyo de los temas Anatólico y Tracesiano, y la sección asiática del ejército bizantino, que era claramente iconoclasta, consiguió derrotar y ejecutar a Artabasdo en 743. Las tropas provinciales cambiaron a menudo de bando a lo largo del conflicto pues no eran partidarias absolutas de ninguna política y sus creencias religiosas no debieron constituir un factor decisivo.